# Triangulation (Messtechnik)
Triangulation ist eine geometrische Methode der optischen Abstandsmessung durch genaue Winkelmessung innerhalb von Dreiecken. Die Berechnung erfolgt mittels trigonometrischer Funktionen. Vereinfacht könnte man auch sagen, dass von zwei Punkten, deren Abstand bekannt ist, Winkelmessungen zu beliebig anderen Punkten im Raum erfolgen, um deren Lage eindeutig zu bezeichnen.
Die speziellen Verfahren für Landesvermessung und Kartenwesen sind im Artikel Triangulation (Geodäsie) beschrieben.

## Prinzip

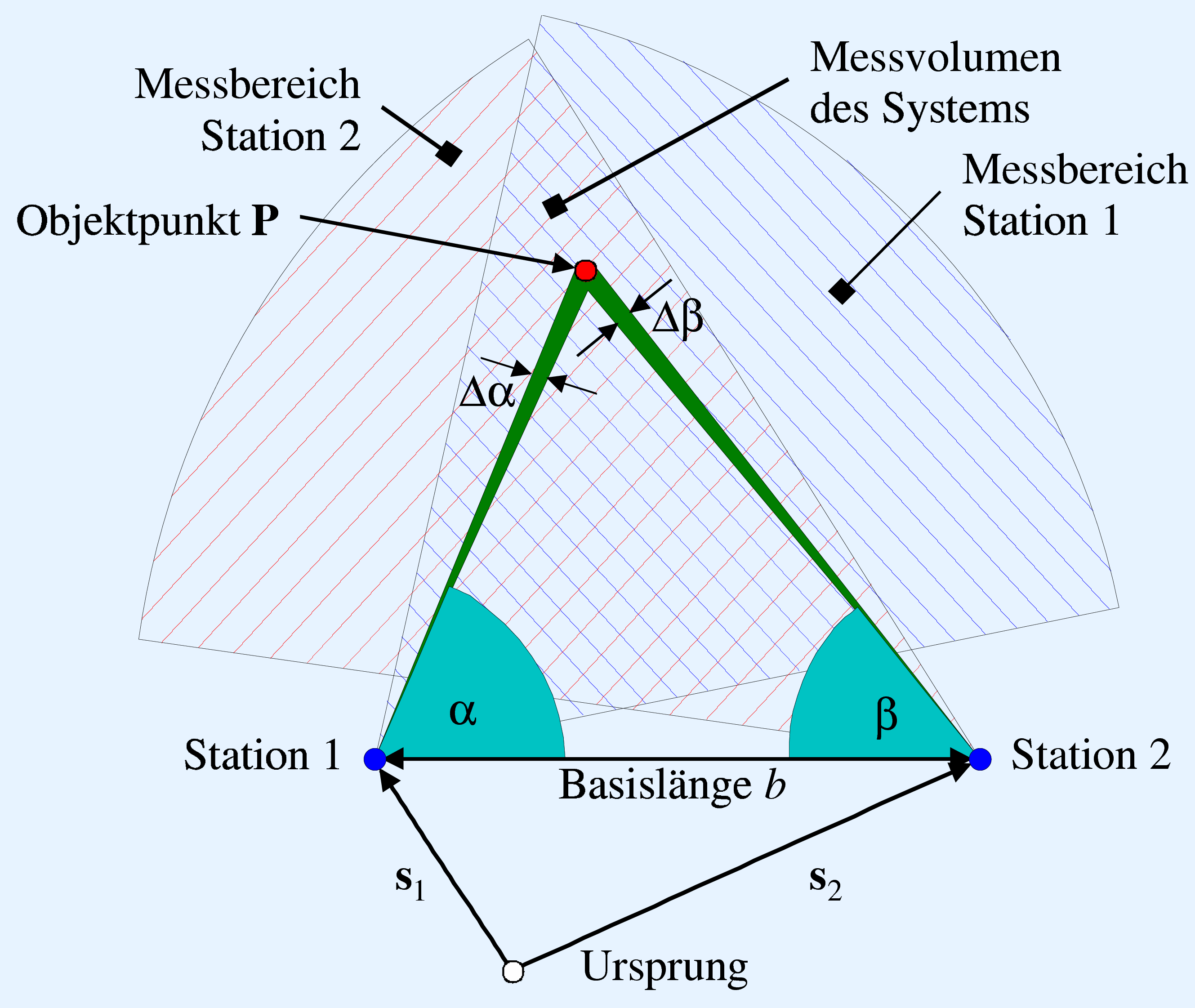
Prinzip der Triangulation in zwei Dimensionen

Das Grundprinzip der Triangulation ist in der Abbildung vereinfacht für den zweidimensionalen Fall dargestellt.
Von zwei verschiedenen Stationen an den Positionen {\displaystyle {\vec {s_{1}}}} und {\displaystyle {\vec {s_{2}}}} wird der zu bestimmende Objektpunkt {\displaystyle P} angepeilt. Dabei erhält man die beiden Winkel {\displaystyle \alpha } und {\displaystyle \beta } mit der Genauigkeit {\displaystyle \Delta \alpha } und {\displaystyle \Delta \beta }. Unter Kenntnis der Basislänge {\displaystyle b} kann man dann die Koordinaten von {\displaystyle P} relativ zum Koordinatenursprung bestimmen. Das Messvolumen des Gesamtsystems ist das Schnittvolumen der Messvolumina der Einzel-Messsysteme.

## Besonderheiten in drei Dimensionen
Im dreidimensionalen Fall ist zu beachten, dass sich die zwei Sichtgeraden der beiden Basisstationen im Normalfall mathematisch nicht exakt schneiden, sondern windschief sind. Betrachtet man das lineare Gleichungssystem zur Bestimmung der Punktkoordinate {\displaystyle P}, so ist dieses im zweidimensionalen Fall eindeutig lösbar, im dreidimensionalen Fall jedoch überbestimmt und somit nicht mehr eindeutig lösbar. Das bedeutet, dass in den Gleichungen Zusatzinformationen enthalten sind, die man nutzen kann, um beispielsweise den Messfehler von {\displaystyle P} aus dem Abstand der windschiefen Geraden zu schätzen.
Im Umkehrschluss ist es auch möglich, die Anzahl der Beobachtungen zu reduzieren. Anstelle für beide Basisstationen jeweils zwei Richtungswinkel zu messen, genügt es, das nur bei einer Station zu tun. Bei der zweiten Station wird nur die Winkelkomponente in der Ebene, die aus {\displaystyle {\vec {s_{1}}}}, {\displaystyle {\vec {s_{2}}}} und {\displaystyle P} aufgespannt wird, bestimmt. Die graphische Lösung der Schnittgleichung enthält damit nicht mehr zwei Geraden, sondern eine Ebene und eine Gerade und ist somit bei physikalisch sinnvollen Beobachtungen immer eindeutig lösbar. Eine technische Umsetzung dieses Prinzips findet man in der Streifenprojektion.

## Technische Umsetzung

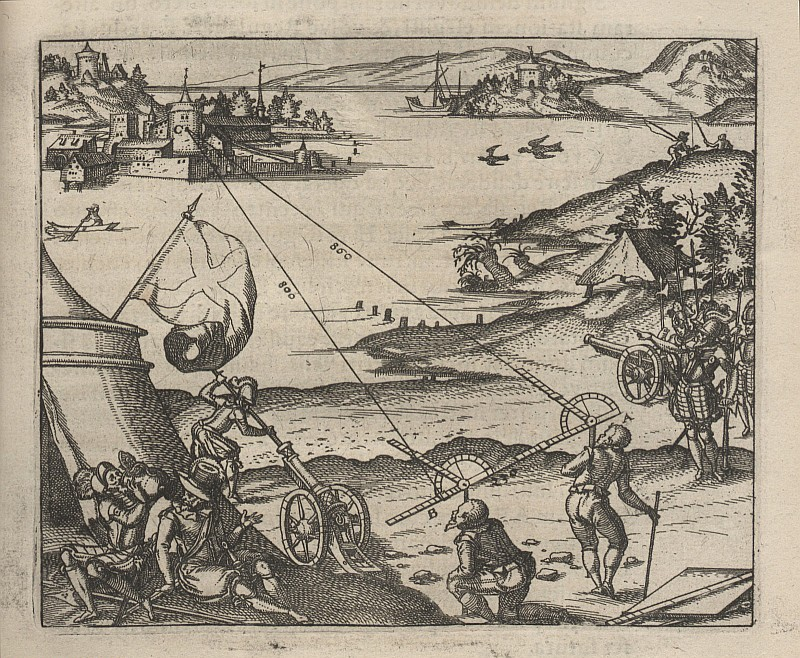
Einsatz der Triangulation zur Entfernungsmessung, Kupferstich von 1607

In der klassischen technischen Umsetzung benutzt man einen Theodolit zur Bestimmung der Winkel. In der Landvermessung und bei der hochpräzisen Messung von Einzelpunkten ist das Verfahren immer noch Stand der Technik.
Aktive Verfahren nutzen eine Lichtquelle, zumeist einen Laser, der unter einem Winkel das Objekt beleuchtet, dessen Oberfläche vermessen werden soll. Ein elektronischer Bildwandler, zumeist eine CCD- oder CMOS-Kamera oder ein PSD, registriert das Streulicht. Bei Kenntnis der Strahlrichtung und des Abstandes zwischen Kamera und Lichtquelle kann damit der Abstand vom Objekt zur Kamera bestimmt werden. Die Verbindung Kamera-Lichtquelle sowie die beiden Strahlen von und zum Objekt bilden hierbei ein Dreieck, daher die Bezeichnung Triangulation. Wird das Verfahren rasterartig oder kontinuierlich bewegt durchgeführt, kann das Oberflächenrelief mit großer Genauigkeit, bei handelsüblichen Sensoren bis zu 0,01 Millimeter, bestimmt werden.
Projiziert man ein Muster, etwa eine Linie oder ein Streifenmuster, kann die Distanzinformation zu allen Punkten des Musters mit einem einzigen Kamerabild berechnet werden. Bei einer Linie spricht man auch von Lichtschnitt, Streifenmuster kommen in der Streifenprojektion zum Einsatz.
Anwendung findet diese Messtechnik im dreidimensionalen Raum unter anderem bei der nachträglichen Bestimmung der Flugbahn von Meteoriten mit Hilfe des Feuerkugelnetzes (um den Einschlagsort abschätzen zu können).